# MedCalc
MedCalc es un paquete de software estadístico diseñado para las ciencias biomédicas. 
Tiene una hoja de cálculo integrada para la entrada de datos y puede importar archivos en varios formatos (Excel, SPSS, CSV, ...).
MedCalc incluye  procedimientos y gráficos estadísticos paramétricos y no paramétricos básicos, como estadística descriptiva, ANOVA, prueba de Mann-Whitney, prueba de Wilcoxon, prueba χ2, correlación, regresión lineal y  no lineal, regresión logística y estadística multivariante.
El análisis de supervivencia incluye la regresión de Cox (modelo de riesgos proporcionales) y  el análisis de supervivencia de Kaplan-Meier.
Los procedimientos para la evaluación y comparación de métodos incluyen el análisis de la curva ROC, el diagrama de Bland-Altman, así como la regresión de Deming y Passing-Bablok.
El software también incluye estimación de intervalos de referencia, metaanálisis y cálculos del tamaño de la muestra.

## Historia
La primera  versión para DOS de MedCalc se lanzó en abril de 1993 y la primera versión para Windows estuvo disponible en noviembre de 1996.
La versión 15.2 introdujo una interfaz de usuario en inglés, chino (simplificado y tradicional), francés, alemán, italiano, japonés, coreano, polaco, portugués (brasileño), ruso y español.